# Hinksland
Hinksland is een schiereiland in Nationaal park Noordoost-Groenland in het oosten van Groenland. Het is een van de schiereilanden in het fjordensysteem van het Nordvestfjord.
Het schiereiland is vernoemd naar Arthur Robert Hinks.

## Geografie
Het schiereiland wordt in het noorden begrensd door de Daugaard-Jensengletsjer, in het oosten door het Nordvestfjord, in het zuiden door het Flyverfjord. In het oosten ligt onder andere de Freuchengletsjer.
Aan de overzijde van het ijs en water ligt in het noorden het Charcotland, in het oosten het Nathorstland en in het zuiden het Th. Sørensenland.